# يوليوس إل. سترونج
يوليوس إل. سترونج (بالإنجليزية: Julius L. Strong)‏ هو محامي وسياسي أمريكي، ولد في 8 نوفمبر 1828، وتوفي في 7 سبتمبر 1872 في هارتفورد في الولايات المتحدة. حزبياً، نشط في الحزب الجمهوري. وقد انتخب عضو مجلس ولاية كونيتيكت وانتخب عضو مجلس نواب كونيتيكت وانتخب عضو مجلس النواب الأمريكي.